# Feltámadás templom (Aranyosgyéres)
Az  aranyosgyéresi Feltámadás templom műemlékké nyilvánított épület Romániában, Kolozs megyében. A romániai műemlékek jegyzékében a CJ-II-m-A-07556.02 sorszámon szerepel.